# Kappa Pavonis
Kappa Pavonis (46 Pavonis) é uma estrela na direção da constelação de Pavo. Possui uma ascensão reta de 18h 56m 57.04s e uma declinação de −67° 14′ 00.7″. Sua magnitude aparente é igual a 4.40. Considerando sua distância de 543 anos-luz em relação à Terra, sua magnitude absoluta é igual a −1.20. Pertence à classe espectral F5Ib-II:. É uma estrela variável cefeida.